# Batalha dos Alpes
A Batalha dos Alpes foi um conjunto de operações militares relacionadas com a invasão da França pela Itália em junho de 1940, durante a Segunda Guerra Mundial. É, geralmente, tratada como um capítulo da Batalha da França.

## História

A Batalha dos Alpes no contexto da Batalha da França

Em 10 junho 1940, quando a Batalha da França já estava praticamente definida em favor dos alemães, o governo italiano declarou guerra à Grã-Bretanha e à França, e promoveu a invasão do território francês. O objetivo estratégico do ditador italiano, Benito Mussolini, era obter vantagens territoriais quando a França se rendesse, conforme declaração sua a Pietro Badoglio, chefe do Estado-Maior do exército italiano (Regio Esercito):
"Preciso somente de alguns pouco milhares de mortos, para que eu possa sentar-me à mesa da conferência de paz como um dos combatentes".
O objetivo tático imediato da invasão era tomar a região francesa dos Alpes Marítimos, onde se localiza a cidade de Nice.
O ataque italiano, nessas circunstâncias, tornou-se conhecido como "golpe pelas costas", por conta de declaração do presidente dos Estados Unidos, Franklin Delano Roosevelt:
"Neste décimo dia de junho 1940, a mão que levava um punhal cravou-o nas costas de seu vizinho".
Mas, apesar de as forças francesas que guarneciam a fronteira sul do país serem de pequena monta e de qualidade inferior, os italianos tiveram muita dificuldade em atingir seus objetivos, revelando a impreparação militar da Itália fascista.
Em 14 de junho, respondendo à Declaração de Guerra, a marinha francesa, baseada em Toulon, atacou instalações militares italianas na costa da Ligúria e no porto de Gênova. Dois dias depois, o submarino italiano Provana foi afundado na costa de Oran.
As operações terrestres começaram em 20 de junho. O Regio Esercito, comandado por Umberto di Savoia, príncipe do Piemonte, cruzou a fronteira francesa, tentando avançar através dos Alpes. Entretanto, a ofensiva logo se deteve na linha alpina fortificada e na extremidade sul da Linha Maginot, na região mediterrânea. O ataque através do passo Pequeno Bernardo, nos Alpes,  teve que parar devido a uma tempestade maciça da neve. As forças que investiram através da Riviera francesa somente conseguiram avançar cerca de oito quilômetros, sendo detidas pelos franceses na proximidade da cidade de Menton. Na Côte d’Azur, os italianos também não conseguiram sucesso.
Na manhã de 17 junho, o marechal francês Philippe Pétain propôs um armistício ao governo alemão. Mas Mussolini exigiu que os franceses também se rendessem aos italianos e, pressionado por Hitler, o governo francês viu-se obrigado a também pedir um armistício com a Itália, em 20 de junho.
Por força do acordo de paz, a França cedeu, à Itália, a ilha de Córsega e algumas áreas de terra ao longo da fronteira franco-italiana.